# یکان علیا
یکان علیا یکی از روستاهای استان آذربایجان شرقی است که در دهستان یکانات بخش یامچی شهرستان مرند واقع شده‌است. زبان مردم این روستا ترکی آذربایجانی و مذهبشان شیعه می‌باشد.
این روستا که یکی از بزرگترین روستاهای دهستان یکانات یامچی است از شمال به ارتفاعات ۶۰۰۰ متری ینگجه سادات، از غرب به یکان کهریز، از شمال شرقی به مرکید خرابه و از جنوب به ارتفاعات ۵۵۹۱ متری محدود می‌شود. جاده این روستا و بیشتر روستاهای یکانات به یامچی در مسیر سیلابهای فصلی قرار دارد. به این جهت پل احداثی دوام لازم را ندارد و این موجب قطع ارتباط این روستا با یامچی می‌شده‌است.
در جنوب شرقی یکان علیا گردنه گیروه وجود دارد که از این گردنه به یامچی راه وجود دارد. در همان نقطه، کوه قالا داغی قرار دارد که در موقع بارش باران، سیل از دره‌های آن جمع شدهو به طرف یکان کهریز و روستاهای پایین (مغولو و شامقلی) جاری شده و خسارات زیادی وارد می‌کند.

## جغرافیا
امروزه یکانات بیش از ۲۰روستا را مالک می باشد. اسامی روستاهای محال یکانات عبارت است از: ((یوخاری یئکن، آشاغی یئکن، میغیلی، سعدی، شامقلی (آشاغی و یوخاری), مئولی، اصلی کند، چایکسن، شوغئییب، کوردیئنجه، یارانمیش یئنجه، داغ یئنجه سی، خارابا مرکید، حاجی بالا اوباسی، گاوالان، امیرآباد، ایوم قویوسو، آغیار، سویودولو)).

## طوایف یکان علیا
در این روستاحدود 15طایفه مهم وجود دارد که عبارتند از:1-یکانی 2- شیخلو 3- ولدلو 4- گدیک لو 5- همتی 6- گیتانلو 7- علیلو 8-برگشادی 9-اخوند لو 10- جوون لیک لو 11- نظری 12- نبیلو 13- نوری 14- یکانلو 15- خضرلو